# Spongionella nigra
Spongionella nigra är en svampdjursart som beskrevs av Arthur Dendy 1889. Spongionella nigra ingår i släktet Spongionella och familjen Dictyodendrillidae.
Artens utbredningsområde är havet utanför Indien. Inga underarter finns listade i Catalogue of Life.